# Wu Weiye
Wu Weiye (xinès tradicional: 吳 偉業; xinès simplificat: 吴 伟业; pinyin: Wú Wěiyè) (1609-1671) políti, cal·lígraf i poeta xinès que va viure durant els anys de la transició de la dinastia Ming a la dinastia Qing.

## Biografia
Wu Weyie va néixer, en una família d'erudits, el 20 de maig de 1609 a Taicang, Jiangnan, província de Jiangsu (Xina), durant el regnat de l'emperador Wanli i va viure molt temps a Kunshan, també a la província de Jiangsu-
També se'l coneix amb els noms de Wu Meicun i Wu Jungong
Wu es va casar amb la cantant Bian Yujing.
Durant el regnat de l'emperador Chongzhen de la Dinastia Ming i desprès d'una certa controvèrsia per un possible frau va aprovar l'examen imperial i va obtenir el grau de "Jinshi". Malgrat que inicialment va tenir una actitud poc propera a la nova dinastia Qing, com a funcionari va ocupar diversos càrrecs entre altres l'any 1654 se li va concedir el títol de ministre del Secretariat, i més tard va ser ascendit a l'Acadèmia Imperial, durant el regnat dels emperadors Shunzhi i Kangxi, i membre de l'Acadèmia Hanlin.
Com a poeta Juntament amb Gong Dingzi i Qian Qianyi, Wu Weiye va ser conegut com un dels "Tres grans de l'est del Riu Blau". i com a un dels fundadors de l'Escola de Poesia de Loudong.
Wu Weiye era conegut per escriure en la forma de poesia ci (poesia lírica), així com per escriure sobre esdeveniments actuals tant en la forma regular ci com en la forma "llarga de set síl·labes, el gexing. El fet de desenvolupar la cançó de set caràcters, amb un estil artístic poètic únic, el seu mètode d'escriptura va que va ser anomenat "梅村體 " (estil Meicun). A nivell literari es autor de cinquanta-vuit volums i de 160 poemes.
Wu va tenir la premonició que moriria aviat i va deixar escrites les seves últimes paraules: "he trobat tot tipus de perills a la meva vida. Després de la meva mort, em van enterrar amb un vestit de monjo a prop de Deng Wei Lingyan Una pedra rodona es va col·locar davant de la meva tomba, dient: "La tomba del poeta Wu Weiye". El 24 de desembre d'aquest any. Wu Weiye, un gran poeta de la seva generació, va morir de malaltia i va ser enterrat al nord de la muntanya Xuan Tomb a Suzhou."
Va morir, durant el regnat de l'emperador Kangxi, el 24 de desembre de 1671.